# Anthony Tu Shi-hua
Anthony Tu Shi-hua OFM (chinesisch 涂世華; * 22. November 1919 in Mianyang, Hubei; † 4. Januar 2017 in Peking, Volksrepublik China) war ein chinesischer Ordensgeistlicher und römisch-katholischer Bischof von Puqi.

## Leben
Anthony Tu Shi-hua trat der Ordensgemeinschaft der Franziskaner bei und empfing im April 1944 das Sakrament der Priesterweihe.
Am 19. Juli 1959 wurde er durch die Chinesische Katholisch-Patriotische Vereinigung zum Bischof von Hanyang ernannt. Anthony Tu Shi-hua empfing am 26. Juli desselben Jahres die Bischofsweihe. 2001 wurde er zum Bischof von Puqi bestellt. Papst Franziskus erkannte die Ernennung am 22. September 2018 an.